# Académie royale de peinture, sculpture et architecture de Toulouse
L’Académie royale de peinture, sculpture et architecture de Toulouse a été créée par lettres patentes par Louis XV le 25 décembre 1750. Elle disparaît à la suite du décret du 8 août 1793 de la Convention nationale qui supprime « toutes les académies et sociétés littéraires patentées ou dotées par la Nation ».

## Historique

### Les premières écoles des beaux-arts de Toulouse
Jean Chalette a été un des premiers peintres toulousains à organiser l'enseignement du dessin par l'étude du modèle vivant dans son atelier, dès 1612. Après la mort de Chalette, Ambroise Frédeau a accueilli de nombreux jeunes gens désireux de recevoir ses leçons.
Le peintre Hilaire Pader, après son retour d'Italie, fonde une académie à Toulouse, enregistrée chez un notaire le 30 juin 1641, sur le modèle de celles qu'il avait connu en Italie. Il a ouvert un cours de modèle vivant en 1643, mais elle doit fermer. D'autres artistes toulousains ont essayé d'ouvrir une école dans leur atelier comme Jean de Troy. Joseph Malliot a écrit que Raymond Lafage a proposé aux capitouls de fonder une école publique et gratuite de dessin à Toulouse, en 1683. Bernard Dupuy du Grez a précisé qu'il se proposait d'enseigner dans cette école moyennant une pension de la ville de Toulouse, mais ajoute que son inconduite l'a amené à quitter la ville.
Un Confrérie de Saint-Luc avait été fondée à Paris, organe de la corporation des maîtres peintres et sculpteurs par lettres patentes du 17 novembre 1603. Cependant, parmi les peintres, artisans, les artistes, ne se sentant pas protégés contre la lourdeur des règlements professionnels, se sont rapprochés de Charles Le Brun à son retour d'Italie pour former une académie placée sous la protection royale. L'Académie royale de peinture et de sculpture de Paris a été fondée par lettres patentes du 20 janvier 1648. En 1655, l'Académie a établi sous son patronage des écoles pour propager les enseignements de ses membres pour les substituer aux enseignements des corporations. Thomas Blanchet reçu académicien en 1676, s'est établi à Lyon et a souhaité y créer une école pour y « enseigner dans les artz de peinture et de sculpture selon les ordonnances du Roy et la discipline de l'Académie Royalle ». Pour répondre à cette demande, Charles Le Brun a rédigé les statuts destinés aux nouvelles sociétés académiques qui ont été discutés par l'Académie, approuvés par Jean-Baptiste Colbert le 24 juin 1676. Louis XIV a accordé des lettres patentes pour la création d'Écoles académiques enregistrées au parlement de Paris le 22 décembre 1676. Dans ces lettres patentes, le roi prévoit que ces Écoles académiques, dont il prévoit l'ouverture dans les principales villes du royaume, doivent être subordonnées à l'Académie royale de peinture et de sculpture. Malgré des tentatives de fondation à Lyon, Reims, Bordeaux, Montpellier, elles n'ont pas pu se maintenir avant le XVIIIe siècle.
L'avocat et amateur Bernard Dupuy du Grez a établi, en 1680, sous son seul patronage une école privée de dessin et de peinture et faisait poser à ses frais un modèle vivant et donnait des prix aux meilleurs élèves. Il a publié en 1699 un Traité sur la Peinture. Dans ce traité il défend la nécessité d'une école de dessin sur modèle vivant. Il disserte sur la meilleure façon d'organiser cette étude, avec une discussion sur les meilleures heures utiles, sur les saisons, sur les prix à distribuer. Il demande que cette école soit publique. Face à l'opposition des milieux religieux à l'étude sur modèle vivant pouvant poser nu, il rappelle que cette étude et les prix sont autorisés par les lettres patentes données par Louis XIV à la demande des membres de l'Académie royale de peinture et de sculpture qui ont été enregistrées par le parlement de Paris le 22 décembre 1676. Il mentionne les écrits faits par différents peintres sur les proportions du corps humain par Vitruve, Albrecht Dürer, Giovanni Paolo Lomazzo traduit par Hilaire Pader. Dans ce livre, après avoir écrit sur Le Caravage, Le Corrège, Giorgione, Titien, Raphaël, Poussin, Véronèse, il étudie les œuvres des peintres établis à Toulouse, dans les églises des Grands-Augustin, des Dames Maltaises, des Cordeliers, des Chartreux, des Carmes déchaussés, des Grands Carmes, des Dominicains, exécutés par Nicolas Tournier, d'Antoine Durand, de Simon Vouet, d'Ambroise Frédeau. À sa mort, en 1720, l'école est fermée.
Les élèves de cette école se sont alors rapprochés des élèves d'Antoine Rivalz, peintre de l'hôtel de ville. Ayant trouvé le moyen de créer un fond pour payer les frais de modèle vivant, ils se sont adressés à Antoine Rivalz pour qu'il leur prête une salle contigüe à son atelier qu'il occupe à l'hôtel de ville et leur donne des conseils. Antoine Rivalz a accepté cette proposition. L'école s'est alors ouverte dès que tout a été prêt. L'école a pris la forme d'un atelier libre. Quelques mois plus tard, les capitouls se sont intéressés à cette école. Au cours de la réunion du 30 juillet 1726 du conseil de ville est présenté la demande d'Antoine Rivalz d'ériger dans son atelier une académie de peinture où toutes sortes de personnes de divers arts, graveurs, orfèvres, brodeurs, peintres, sculpteurs, architectes, menuisiers qui peuvent s'y instruire des règles du dessin. Il a proposé de former d’habiles artisans autant que de bons artistes. Antoine Rivalz demande aussi au corps de ville de se rendre protecteur de cette école et lui accorder des secours. Le 3 septembre 1726, le conseil de ville a accepté d'accorder une allocation annuelle de 400 livres. Finalement, le 16 septembre 1727, sur la proposition des Capitouls le conseil de ville a accepté que cette allocation doit être continuée pendant toute la vie du sieur Rivalz. À la mort d'Antoine Rivalz, en 1735, l'école ferme.
Juste après le décès d'Antoine Rivalz, Guillaume Cammas est nommé peintre de l'hôtel de ville. Il a rétabli l'école à ses dépens le 10 janvier 1738. Il s'est chargé des leçons de dessin et de peinture et s'est adjoint Pierre Lucas pour donner des leçons de sculpture. Dès le début des années 1740 un cours d'architecture a été ajouté aux enseignements de dessin, peinture et sculpture. Après une visite de l'école par les capitouls, l'allocation de 400 livres est rétablie en supprimant la condition de temps. Devant le succès de l'école, le conseil de ville a décidé au cours de la séance du 28 juillet 1744 d'attribuer une somme annuelle de 500 livres pour l'« achat de médailles d'or et d'argent de valeurs différentes pour être distribuées à ceux des élèves qui auraient fait les meilleurs ouvrages de peinture, sculpture, architecture et de dessin d'après le modèle vivant, d'après la bosse et d'après l'estampe ».

### La Société des beaux-arts de Toulouse
Devant ce succès, Guillaume Cammas et les amis de l'école ont remis un mémoire proposant que les personnes chargées d'attribuer ces prix forment une « société qui fût assujettie à des règlements, qui s'assemblât à certains jours marquées, et dont les arts et le moyen de les faire fleurir seraient l'objet ». Le projet a été approuvé et délibéré dans les conseils de la ville tenus du 8 au 13 janvier 1746.
Pour éviter les susceptibilités des capitouls et des membres du conseil de ville ainsi que des artistes pour la création d'une nouvelle société, il a été proposé de prévoir dans les statuts de la société des représentants de tous les éléments capables capables de la seconder : capitouls, membres du conseil de ville, hommes du monde, amateurs et artistes. Dans les premiers statuts de la société il a été prévu qu'elle serait composée de « huit capitouls en exercice, du syndic de la ville, de quatre anciens capitouls renouvelables tous les trois ans et appelés, de ce fait, commissaires triennaux, de six associés honoraires et de sept associés artistes. De plus, la nomination les premiers titulaires dans toutes les classes était réservée au conseil de ville », puis ce serait la société qui choisirait les membres des deux classes honoraires et artistes dans le cas de vacances ultérieures.
Les premiers membres de la société ont état :
- huit capitouls en exercice : M. Laporte, chef du consistoire, M. Raynaud, M. Delfau, M. Lassaigne, M. Prevost, M. Badole et deux autres dont les noms ne sont pas connus ;
- quatre commissaires triennaux : Jean Poisson, Nicolas d'Héliot, Barnard de Cèze, baron de Caupenne, et Jean-Antoine Destadens ;
- le syndic de la ville : Louis-Guillaume Bailot ;
- six associés honoraires : abbé de Sapte, le comte de Caraman, lieutenant général des armées du roi, le comte de Fumel, Louis de Mondran, Pierre de Lagorrée, abbé Maduron, chanoine de Saint-Sernin. Le comte de Caraman et le comte de Fumel étaient mainteneurs de l'Académie des jeux floraux, le comte de Caraman, le comte de Fumel et l'abbé de Sapte étaient membres de la société des sciences qui allait devenir l'Académie des sciences, inscriptions et belles-lettres de Toulouse, les comtes de Caraman et de Fumel, ainsi que Louis de Mondran étaients francs-maçons[19],
- sept associés artistes : Guillaume Cammas, peintre de l'hôtel de ville, et en cette qualité directeur de l'école, Jean-Baptiste Despax peintre, Pierre Rivalz, peintre, M. Simonin aîné, graveur, Pierre Lucas, sculpteur, Marc Arcis fils, sculpteur, Étienne Rossat, sculpteur.

Ils se sont assemblés pour la première fois chez Guillaume Cammas, le 10 mai 1746. Le 14 mai 1746, les premiers lauréats des prix pour les travaux réalisés l'année précédente ont été Bastide et Jean Antoine Gros qui ont reçu un prix de 15 livres et Louis-Jean-François Lagrenée qui a reçu le prix de modèle de 30 livres. Le lendemain a été tenu le concours dans la galerie de peinture du Capitole. Gaubert Labeyrie a obtenu le prix de l'estampe de 15 livres et de peinture de 60 livres, Lagrenée le prix de sculpture de 60 livres. D'autres élèves, Gilles Pin et Jean-Baptiste-François-Hyacinthe Labat de Savignac, ont été couronnés au cours de l'assemblée publique du 7 août.
Jusqu'en 1751, les professeurs de la Société des beaux-arts n'ont pas eu d'émoluments.
Certains capitouls ne sont pas favorables à cette société car ils jugent que la subvention de 900 livres qu'elle reçoit de la ville est trop coûteuse par rapport à son utilité pour la ville. M. Lasserre, chef du consistoire de la ville, ayant posé la question au Conseil de ville d'obtenir des lettres patentes pour transformer la Société en Académie, il n'y a eu qu'une seule voix de majorité au conseil pour éviter que la Société des beaux-arts ne soit supprimée. Le comte de Caraman  a eu le projet de la réunir à l'Académie des sciences, inscriptions et belles-lettres de Toulouse qui venait d'être créée. Louis de Mondran défendait plutôt l'obtention de lettres patentes pour créer une institution royale. Le comte de Caraman quitta Toulouse pour s'installer à Paris où l'appelaient ses affaires et le comte de Fumel s'est retiré à Bordeaux. Louis de Mondran est alors désigné comme modérateur de la Société des beaux-arts. Il va mener plusieurs actions en même temps, éviter que le Corps de ville supprime la Société des beaux-arts, modifier son règlement pour augmenter le nombre d'associés honoraires en créant huit nouvelles places d'associés ordinaires approuvé par le conseil de ville en 1747 (pour conserver sa position dans la Société, le Corps de ville a réservé quatre des places à d'anciens capitouls), adopter de nouveaux statuts le 2 juillet 1748, agir auprès de ses relations parisiennes pour transformer la Société des beaux-arts en Académie par lettres patentes royales pour la sortir de sa dépendance au Corps de ville. En même temps, Louis de Mondran a fait acheter par la ville, en 1749, aux héritiers du sculpteur Philippe Parant, mort à Béziers, les moulages de toutes les statues antiques qu'il avait réalisés à Rome sur ordre de Louis XIV, et en fit faire des moulages en creux pour les reproduire à volonté.

## L'Académie royale de peinture, sculpture et architecture de Toulouse
Cette Académie a été souhaitée par des personnalités toulousaines membres de la Société des beaux-arts pour donner à l'enseignement des beaux-arts une structure pérenne.
À partir de 1749, une correspondance s'est établie entre des membres associés de la Société des beaux-arts, en particulier Louis de Mondran, le comte de Caraman et le comte de Caylus, avec le ministre comte de Saint-Florentin et l'académicien Claude Gros de Boze, garde du Cabinet de médailles du roi, ainsi qu'avec Charles Antoine Coypel, pour l'établissement d'une académie des beaux-arts à Toulouse et obtenir des lettres patentes du roi pour permettre cette création.

### Organisation de l'Académie
Louis XV donne les lettres patentes créant l'Académie royale de peinture, sculpture et architecture de Toulouse, le 25 décembre 1750, enregistrées par le parlement de Toulouse le 13 janvier 1751. Ces lettres patentes ont imposé une transformation radicale de la Société des beaux-arts. La création d'une académie royale rendait celle-ci indépendante des capitouls et de l'Académie royale de peinture et de sculpture de Paris. L'Académie n'était plus dépendante de la bonne volonté de l'hôtel de ville de Toulouse. Un règlement royal donné le 22 décembre 1676, enregistré au parlement de Paris, donnait à l'Académie royale de Paris le contrôle des écoles académiques de peinture et de sculpture qui devaient être créées dans le royaume. Ce règlement avait imposé que la création de l'Académie royale de Toulouse soit acceptée par celle de Paris et la rédaction de ses règlements avait été confiée à Claude Gros de Boze, secrétaire perpétuel de l'Académie royale de Paris.
L'Académie était divisée en quatre classes :
- la classe des fondateurs, comprenant quinze titulaires représentant les autorités municipales, à savoir le maire et le lieutenant du maire (quand ces charges étaient pourvues), les huit capitouls en exercice, quatre commissaires de la ville triennaux et le syndic. Cette classe reprend celle qui existait dans la Société des beaux-arts ;
- la classe des associés honoraires, comprenant douze membres dont le gouverneur de la province, son lieutenant, l'archevêque de Toulouse et le premier président du parlement de Toulouse. Les autres membres devaient être « choisis à la pluralité des voix entre les personnes de condition les plus distinguées par leur goût pour les arts et les plus à portée de leur rendre de bons offices » d'après le règlement de l'Académie ;
- la classe des associés ordinaires, au nombre de vingt, comprenant des hommes du monde qui pouvaient passer comme des juges compétents ayant une connaissance des arts du dessin. C'était à eux qu'était confié le détail de l'administration de l'Académie. C'était parmi eux qu'étaient choisis le modérateur, le secrétaire et le trésorier. Le modérateur était choisi pour un an, le trésorier pour trois années et le secrétaire était perpétuel. Le premier modérateur a été Louis de Mondran ;
- la quatrième classe était celle des associés artistes, au nombre de vingt-cinq, qui pratiquaient les arts comme une profession. Toute la charge de l'enseignement donné par l'Académie reposait sur eux seuls à qui ont confié les fonctions de professeurs.

En 1760, avec l'assentiment du roi, on a fait entrer dans la quatrième classe, en nombre illimité, de nouveaux membres qualifiés d'artistes étrangers. Ces artistes étrangers comprenaient d'anciens élèves de l'Académie ayant poursuivi leur carrière hors de Toulouse, mais aussi des artistes connus à Paris et à l'étranger qui acceptaient d'être membre de l'Académie de Toulouse. Pour ces derniers membres, le règlement de l'académie leur imposait d'avoir une correspondance avec elle et de lui faire parvenir un de leurs ouvrages.
Les réunions de l'académie se tenaient tous les quinze jours, le deuxième et le dernier dimanche de chaque mois. Seuls des associés ordinaires et les associés artistes avaient l'obligation d'y participer. Quand ils n'avaient pas été présents dans une des réunions pendant un an, leur place était déclarée vacante. Des analyses d'ouvrages étaient faites au cours de ces réunions. Il y avait deux réunions publiques par an, le deuxième dimanche de janvier, et le deuxième dimanche de juillet. Le 2 juin de chaque année, une réunion se tenait consacrée aux opérations relatives aux concours des prix. Au cours de ces réunions, comme c'était le cas à l'Académie de Paris, était analysé des tableaux qui lui avaient été présentés. Il reste peu de traces de ces discussions.
Les élèves de l'Académie formaient une classe particulière, différente de celle des maîtres et des associés, mais qui était considérée comme une partie intégrante de l'Académie et placée sous sa protection avec les mêmes privilèges.

### Les oppositions du Conseil de ville à l'Académie
Bien qu'ils fassent partie de la classe des fondateurs, certains capitouls se sont rapidement opposés à l'Académie et ont entraîné dans cette opposition la majorité du conseil de la ville.

### Écoles de l'Académie
Le cours de dessin de l'Académie était divisé en quatre sections appelée écoles correspondant chacune à un degré d'étude : les principes, la figure d'après l'estampes, la ronde-bosse, le modèle vivant. Tous les élèves, même ceux qui ne se destinaient qu'à l'architecture, devaient suivre ce cours. Ils ne pouvaient passer d'un degré à l'autre qu'après le passage d'un examen et après l'avis des professeurs assemblés.
Les écoles étaient dirigées par quatre professeurs, plus tard réduits à trois, et quatre professeurs adjoints se partageant le travail en se succédant un mois chacun.
Les écoles de dessin étaient ouvertes tous les jours de cinq à sept heures du soir pendant dix mois de l'année. Les professeurs adjoints étaient affectés aux deux premières écoles.
Au-dessus des écoles de dessin se trouvaient les classes spéciales de peinture, sculpture et d'architecture. Le peintre de l'hôtel de ville de Toulouse était toujours professeur de peinture.
En plus de ces cours, il y avait des cours de géométrie, de perspective et d'anatomie dont les professeurs donnaient chacun quarante leçons distribuées en deux mois, et organisées à la suite l'un de l'autre pour qu'il n'y ait qu'un seul de ces cours à la fois. Les élèves étaient soumis à un examen à la fin de chacun de ces cours et des prix étaient décernés aux élèves les plus méritants. Des prix étaient organisés en fin d'année pour le concours de figure, de ronde-bosse et du modèle vivant. Les prix de fin d'année consistaient en onze médailles d'or et d'argent.
Des grands prix étaient décernés en peinture, sculpture et architecture. L'exposition des œuvres présentées au concours était publique et trois jours après l'Académie se réunissait pour décerner les prix attribués par un vote.
Les femmes et les jeunes filles pouvaient participer aux cours à leur demande mais devaient être accompagnées d'une « femme chaperon ».

### École du Génie et des Ponts et Chaussées
Entre le 15 mai et le 1er juin 1782, à la suite d'une épidémie de suette miliaire, les trois principaux ingénieurs en chef des travaux publics de la province du Languedoc, François Garipuy, Bertrand Garipuy et Joseph-Marie de Saget, meurent. L'Académie a alors décidé de créer une école pour pallier cette perte.
Pour pouvoir participer aux cours de cette école, les élèves doivent avoir suivi avec succès les cours de dessin, de géométrie et d'architecture. La formation se divise en trois cours : les mathématiques, l'architecture civile et les « différentes parties des Ponts et Chaussées ». Le cours de mathématiques suit celui donné par l'abbé Charles Bossut, examinateur des élèves de l'École royale du génie et professeur à l'Académie royale d'architecture. Le cours d'architecture civile s'inspire de celui donné par Jacques-François Blondel qui assurait l'enseignement de l'architecture à l'École des ponts et chaussées de Paris. Le cours des Ponts et Chaussées comprend l'art de lever les plans, le nivellement, le dessin des cartes au lavis et l'architecture hydraulique. L'archevêque de Toulouse, Loménie de Brienne, a offert à l'Académie la Description des ponts de Neuilly, de Mantes, d’Orléans de Jean-Rodolphe Perronet.
Ces cours doivent donner « les connoissances préliminaires pour la théorie » permettant aux meilleurs des élèves d'acquérir la pratique en allant suivre les cours de l'École des ponts et chaussées de Paris.
L'école est officiellement reconnue en 1784 après une enquête des commissaires des travaux publics du Languedoc. Les États du Languedoc lui allouent 5 000 livres par an. À partir de  1787 sont donnés des cours de mathématiques, architecture civile, hydraulique et de stéréotomie.
À la Révolution, les ingénieurs des provinces rejoignent le Corps des ponts et chaussées. Les écoles d'ingénieurs des États sont fermées en 1791 à la suite d'une décision de l'Assemblée constituante de 1789. Les élèves des écoles des provinces sont autorisées à rejoindre l'École des ponts et chaussées après la loi du 12 juillet 1792. C'est ce que font quatorze élèves de l'École du génie de Toulouse. Après la mort de Perronet en 1794, son successeur, Jacques-Élie Lamblardie, propose la création de l'École centrale des travaux publics qui reçoit des élèves de l'école provisoire de Toulouse.
Parmi les élèves de l'École du génie, on note les noms de Joseph-Marie Bouton, Pierre-Dominique Martin.

### Les Salons
Peu après sa fondation, l'Académie s'est réunie le 4 juillet 1751 pour délibérer sur ses actions. Reprenant l'exemple de l'Académie royale de peinture et de sculpture de Paris, l'Académie des beaux-arts de Toulouse a organisé des Salons de peinture et de sculpture pour promouvoir les peintres et les sculpteurs locaux. Le premier Salon a eu lieu le 25 août 1751, dans la « Galerie des peintures » du Capitole. L'ouverture des Salons était faite avec pompe par les capitouls, « présidents-nés de l'Académie des arts ». Les Salons de Toulouse ont été organisés chaque année, entre 1751 et 1791. Des livrets accompagnaient chacun de ces Salons. Edmond Saint-Raymond donne en annexe de l'article consacré aux Salons une liste des exposants, parmi lesquels les professeurs des écoles de l'Académie, Jean-Baptiste Despax, François Cammas, Gaubert Labeyrie, François Lucas. De nouveaux artistes toulousains vont exposer, comme Joseph Roques, Jacques Gamelin, Joseph-Marie Bouton (Cadix, 1768-Chartres, 1823), Jean Jacques Guillaume Bauzil (Cologne, vers 1766-Madrid, 1820), Juan Pedro Arnal et Bernard Lange.

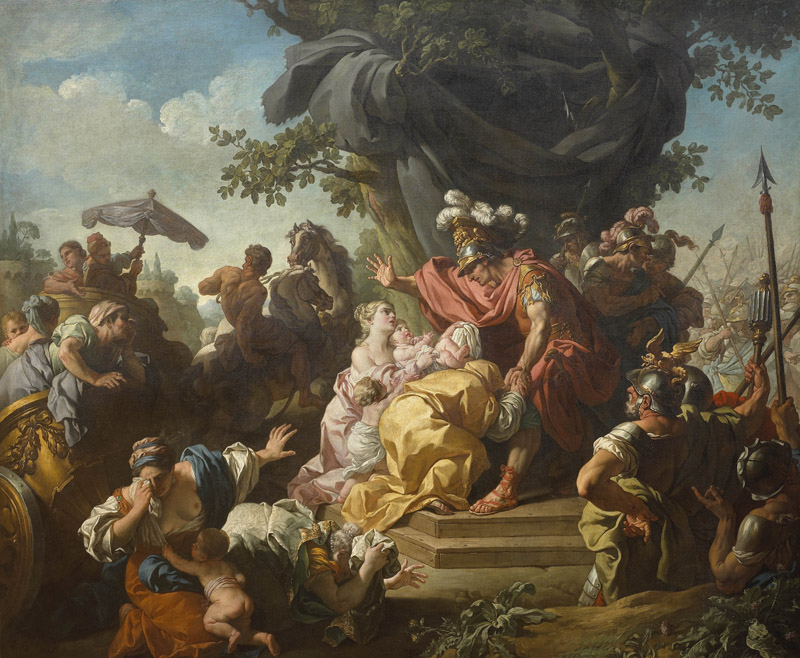
La famille de Coriolan chez les Vosques
Louis Jean François Lagrenée

L'Académie exposait aussi dans ces Salons les dons d'œuvres d'art qui avaient été faits par le roi, ainsi que les tableaux envoyés les artistes étrangers pour leur réception à l'Académie. Louis Jean François Lagrenée, professeur à l'Académie royale de peinture et de sculpture de Paris, a été le premier peintre à exposer un tableau au Salon 1764 : La famille de Coriolan chez les Volsques, aujourd'hui au Musée des Augustins.
Les élèves des différentes écoles de l'Académie étaient autorisés à y exposer leurs travaux.
L'Académie a aussi accepté que tous ceux qui étudiaient les beaux-arts dans des ateliers particuliers puissent présenter leurs œuvres dans ses Salons. Dès 1755, trente dames figurent parmi les artistes exposants.

### Le projet d'embellissement de Toulouse

#### Projet pour le commerce et les embellissements de Toulouse
Louis de Mondran s'est rendu secrètement à Paris en août 1720 où il est émerveillé par le mouvement et le luxe de la capitale : le spectacles étaient toujours pleins ainsi que les promenades, même l'hiver lorsqu'il faisait beau temps; aussi puis-je dire que je vis Paris dans le temps où il a été le plus brillant. Il a été marqué par les tendances libérales qui marquent la seconde moitié du XVIIIe siècle avec Vincent de Gournay, Turgot et l'école des physiocrates avec Quesnay imaginant une ville ouverte sur son territoire et régie par l'économie. Louis de Mondran a présenté à l'Académie, le 23 juillet 1752, un plan de modernisation de l'urbanisme de la ville de Toulouse, le « Projet pour le commerce et les embellissements de Toulouse » dont il définit les buts :
Qu'on bâtisse des manufactures... qu'on élève des magasins, des fontaines publiques, qu'on aligne des rues, qu'on rebâtisse dans le meilleur goût les portes de la ville, le Palais, le Capitole, le Tribunal du Présidial... tous les édifices publics... qu'on fasse des quais, des ports, des promenades... voilà tous les arts occupés pour longtemps. La ville changera bientôt de face... l'amour du travail y naîtra, un grand commerce s'y établira, l'opulence y entrera...
Ayant reçu un accueil favorable de ses collègues, une commission a été nommée pour étudier le projet avant de le rendre public,. Le 28 janvier 1753, constatant que les commissaires nommés n'avaient pas étudié le projet, Louis de Mondran a reparlé de ce projet au cours d'une réunion de l'Académie et de nouveaux commissaires ont été nommés : l'abbé de Sapte, de Saint-Amand, de Puymaurin, Francain, Rivalz, de Merle, Dufourc, Garipuy et de Mondran. Pour leur permettre une étude plus facile, il a été tiré autant d'exemplaires du projet qu'il y avait de commissaires. Un de ces exemplaires du « Projet pour le commerce et les embellissement de Toulouse » a été vu par l'imprimeur J. H. Guillemette qui l'a imprimé et diffusé dans le public.
Jusqu'au milieu du XVIIIe siècle, Toulouse était resté dans les limites des remparts et dans le tracé des rues du Moyen Âge. À l'instar des autres grandes villes de province, il était nécessaire de moderniser le plan de la ville et de faire disparaître les limites imposées par les remparts.
Ce projet d'urbanisme s'est heurté à la multiplicité des centres de pouvoir et à l'opposition des pouvoirs locaux qui s'opposaient à tout ce qui bousculait les vieux usages et le manque de moyens financiers ont obligé les capitouls à être prudents. Le clergé possédait alors la moitié des terrains de la ville. Si ce plan n'a pas été réalisé, il a donné le cadre à partir duquel les projets des architectes comme Joseph-Marie de Saget et Jacques-Pascal Virebent ont pu se développer.

#### Projet du Grand-Rond
Louis de Mondran reprend le projet de promenade à l'extérieur des remparts présenté par François Garipuy à l'intendant en 1749. Il propose de réaliser à l'emplacement de l'Esplanade un ensemble formé par un Ovale, l'actuel Grand-Rond et six allées qui y convergent et dont l'une doit se terminer sur un quai allant de l'île de Tournis jusqu'au Bazacle qui a été réalisé en partie par Joseph-Marie de Saget à partir de 1762,,. Il avait fait une présentation détaillée de ce projet devant ses confrères de l'Académie accompagnée d'un plan, le 18 avril 1751. Ce projet a été gravé par Jean-François Baour en 1752.
Des circonstances particulières ont permis la réalisation partielle de ce plan. Une disette était alors installée dans les campagnes amenant des mendiants en nombre à Toulouse qui mourraient de faim à la campagne. Le modérateur de l'Académie a eu l'idée d'utiliser ces ouvriers à la recherche d'emploi pour faire le terrassement nécessaire à ces allées. Il a proposé cette idée aux capitouls n'ont pas été intéressés. Devant ce peu de réaction, il s'est adressé à l'archevêque de Toulouse, à l'intendant de la généralité du Languedoc, Le Nain, et à celui de Bordeaux, Louis-Urbain Aubert de Tourny. L'intendant du Languedoc donna alors ordre au capitouls de faire exécuter les travaux. Ils en confièrent la direction à François Garipuy avec Joseph-Marie de Saget, Duffourc, Francès et Hardy comme inspecteurs. Cette opération a attiré un grand nombre de pauvres car les contrôles ont donné le nombre de 10 552. En mars 1752, la plus grande partie de ces pauvres sont retournés dans les campagnes pour cultiver la terre. Il ne resta plus qu'un petit nombre de travailleurs pour finir d'aplanir le sol et planter les arbres ce qui a été fini dans l'année. Tous les travaux d'ornementation prévus par Louis de Mondran n'ont pas été faits.

## Membres de l'Académie royale de peinture, sculpture et architecture de Toulouse

### Modérateurs
Les modérateurs de la Société des beaux-arts et de l'Académie des beaux-arts de Toulouse avec les années pendant lesquelles ils ont assuré cette fonction :
- Comte de Caraman, lieutenant général des armées du roi, en 1746 et 1747 (Société des beaux-arts)
- Louis de Mondran, écuyer, en 1748, 1749, 1750 (Société des beaux-arts), 1751 et 1752 (Académie des beaux-arts)
- Jean Poisson, avocat, ancien capitoul de la Daurade, en 1753,
- Nicolas d'Héliot, ancien capitoul, en 1754,
- Nicolas-Joseph Marcassus, baron de Puymaurin, syndic général des États du Languedoc, en 1755,
- Charles-François Francain, ancien capitoul, en 1756,
- Jean-Bruno Castel, premier président du bureau des finances, en 1757,
- Jean-Antoine Destadens, ancien capitoul, en 1758,
- de Marle, ancien greffier du bureau des finances, en 1759,
- Baron de Puymarin, en 1760 et 1761,
- Marquis de Chalvet, sénéchal de Toulouse, en 1762 et 1763,
- Raspide, écuyer, en 1764,
- Antoine d'Arquier, écuyer, en 1765,
- Tabarié, docteur en médecine, en 1766,
- de Bertier, abbé de Saint-Séver et grand archidiacre d'Auch, en 1767,
- d'Azas, conseiller au parlement de Toulouse, en 1768,
- Comte de Bournazel, en 1769 et 1770,
- François-Denis de Beccarie de Pavie, marquis de Fourquevaux, en 1771,
- Bertrand Garipuy, écuyer, directeur en chef des travaux de la province, en 1772,
- Baron de Puymaurin, en 1773,
- Antoine d'Arquier, écuyer, en 1774,
- Comte de Bournazel, en 1775,
- Chevalier d'Aufrery, chevalier de Malte, en 1776, 1777, 1778, 1779,
- d'Azas, conseiller au parlement de Toulouse, en 1780,
- de Voisins, écuyer, en 1781, 1782, 1783,
- Charles-François de Saget, frère cadet de Joseph-Marie de Saget, directeur en chef des travaux de la province au département de Toulouse, en 1784, 1785, 1786, 1787, 1788 et 1790.